# Sông Trojanka
Trojanka [trɔˈjaŋka], còn được gọi là Goślinka [ɡɔɕˈliŋka], là một dòng suối, một nhánh phải của sông Warta, nằm trong quận Gmina Murowana Goślina ở Greater Poland Voivodeship, miền tây Ba Lan. Nó có tổng chiều dài khoảng 20 kilômét (12 mi). Nó mở rộng ra các hồ tại một số nơi và được nối với một số dòng nhỏ hơn dọc theo chiều dài của nó.
Trojanka bắt nguồn ở giữa rừng Puszcza Zielonka, phía nam làng Zielonka và gần khu định cư của Huta Pusta. Nó ban đầu chảy về phía bắc qua Zielonka, nơi nó mở rộng ra một hồ nước và đến Głęboczek, nơi nó lại tạo thành một hồ nước nhỏ. Sau đó, nó chảy theo hướng tây bắc vào một hồ lớn hơn, Jezioro Leśne ("Hồ rừng"), phía đông nam của Lopuchówko. Từ đó, nó chảy về phía tây, tạo thành một hồ nhỏ khác tại Głębocko, tiếp theo là Jezioro Worowskie ("Hồ Worowo" lớn hơn được đặt tên theo khu định cư của Worowo ở phía bắc).
Dòng suối sau đó tiếp tục theo hướng tây bắc, chảy ra khỏi Công viên Cảnh quan Puszcza Zielonka, và chuyển dòng mạnh về phía nam tại khu định cư Brody phía nam của Wojnowo. Nó chảy qua Trojanowo và Przebędowo (nơi nó lại tạo thành một hồ nước nhỏ), trước khi chạy dọc theo phía tây của thị trấn Murowana Goślina. Tại một điểm phía tây nam của phần cũ của thị trấn (nhưng phía bắc khu bất động sản Zielone Wzgórza mới hơn), nó lại quay về hướng tây bắc, chảy vào một hồ khác tại Raduszyn, và từ đó đến làng Mściszewo. Nó nối với sông Warta một khoảng cách ngắn về phía tây bắc của Mściszewo. Trước đây có một ngôi làng tên là Goślinka (hay Mała Goślina — "Little Goślina") gần điểm này, nhưng giờ đây là một phần của Mściszewo.